# Santa Ana (Vallegrande)
Santa Ana ist eine Ortschaft im Departamento Santa Cruz im südamerikanischen Anden-Staat Bolivien.

## Lage im Nahraum
Santa Ana ist zentraler Ort im gleichnamigen Kanton Santa Ana im Landkreis (bolivianisch: Municipio) Vallegrande in der Provinz Vallegrande und liegt auf einer Höhe von 2356 m zwanzig Kilometer nordöstlich der Mündung des Río Mizque in den bolivianischen Río Grande, 1.500 m oberhalb des Flusslaufs und von diesem durch den Höhenzug der Serranía Río Grande getrennt.

## Geographie
Santa Ana liegt in den südwestlichen Ausläufern der bolivianischen Cordillera Oriental. Das Klima ist warmgemäßigt und ein typisches Tageszeitenklima, bei dem die mittleren Tagesschwankungen der Temperatur stärker ausfallen als die jahreszeitlichen Schwankungen.
Die durchschnittliche Jahrestemperatur der Region liegt bei 14 °C, die Monatsdurchschnittswerte schwanken nur unwesentlich zwischen 11 °C im Juli und 16 °C von November bis Januar (siehe Klimadiagramm Pucará). Der Jahresniederschlag beträgt 650 mm, mit einer Trockenzeit mit Monatswerten von unter 20 mm von Mai bis September, die Niederschlagshöchstwerte liegen zwischen 100 und 125 mm in den Sommermonaten von Dezember bis Februar.

## Verkehrsnetz
Santa Ana liegt 252 Straßenkilometer entfernt von Santa Cruz, der Hauptstadt des Departamentos.
Von Santa Cruz aus führt die Fernstraße Ruta 9 wenige Kilometer bis nach El Carmen, und von dort die Ruta 7 über La Angostura und Samaipata nach Mataral. Dort zweigt in südlicher Richtung die Ruta 22 ab, die über Trigal und Vallegrande nach Guadalupe führt. In Guadalupe zweigt die Ruta 38 (die sogenannte „Ruta del Che“) in südwestlicher Richtung ab, erreicht Santa Ana nach fünfzehn Kilometern und führt weiter über Pucará in das Tal des Río Grande. Sie überquert den Fluss auf einer Brücke und endet als Ruta 38 vorläufig bei der kleinen Ortschaft Santa Rosa.
Die Ruta del Che führt über Pucara wenige Kilometer weiter nach Süden bis zur Ortschaft La Higuera, in der am 9. Oktober 1967 der argentinisch-kubanische Revolutionär und Guerillakämpfer Ernesto „Che“ Guevara von Angehörigen der bolivianischen Armee erschossen wurde.

## Bevölkerung
Die Einwohnerzahl der Ortschaft ist in den vergangenen beiden Jahrzehnten um ein Drittel zurückgegangen:
| Jahr | Einwohner | Quelle       |
| ---- | --------- | ------------ |
| 1992 | 232       | Volkszählung |
| 2001 | 186       | Volkszählung |
| 2012 | 146       | Volkszählung |

Aufgrund der historisch gewachsenen Bevölkerungsverteilung weist die Region keine nennenswerte Konzentration indigener Bevölkerung auf. Einzige erwähnenswerte indigene Gruppe in der Ortschaft ist die Quechua-Bevölkerung, im Municipio Vallegrande sprechen 2,4 Prozent der Bevölkerung die Quechua-Sprache.